# Tors de tânăr
Tors de tânăr este o sculptură (în mai multe variante) creată de Constantin Brâncuși între 1917 și 1922. Acesta descrie trunchiul masculin ca un cilindru montat pe niște picioare cilindrice,  tăiate la jumătatea coapsei.
Sidney Geist⁠(d) a subliniat că sculptura, fără organe genitale, este în sine un falus cu testicule.

## Versiuni
Există mai multe versiuni. Primul Tors de tânăr a fost sculptat dintr-o creangă  din lemn de arțar sub formă de furcă, montat pe un bloc de calcar. Sculptura este acum în Galeria  Brodsky de la Muzeul de Artă din Philadelphia. 
O sculptură similară, datată 1923 și sculptată în lemn de nuc, este în Muzeul Național de Artă Modernă la Centrul Georges Pompidou din Paris. De asemenea, Brâncuși a făcut două variante de Tors de tânăr din bronz șlefuit care se află la Muzeul de Artă din Cleveland și la Muzeul Hirshhorn și Grădina de Sculptură din Washington⁠(d).

## Vezi și
- Lista sculpturilor lui Constantin Brâncuși